# Gaia Sabbatini
Gaia Sabbatini (10 de julio de 1999) es una deportista de Italia que compite en atletismo. Ganó una medalla de oro en el Campeonato Europeo de Atletismo Sub-23 de 2021, en la prueba de 1500 m.